# ريكي كيتاواكي
ريكي كيتاواكي (باليابانية: 北脇 里規) (22 نوفمبر 1985 في تاما في اليابان – )؛ هو لاعب كرة قدم كان يلعب كلاعب وسط.

## وصلات خارجية
- ريكي كيتاواكي على موقع Soccerway.com (الإنجليزية)
- ريكي كيتاواكي على موقع عالم كرة القدم.نت (الإنجليزية)